# Грам (меч)
Грам (др. исл. Gramr) — меч Сигурда (Зигфрида), а прежде его отца — Сигмунда, упоминается в «Саге о Вельсунгах», «Старшей Эдде», «Младшей Эдде», эддической «Песни о Хюндле», «Рассказе о Норна-Гесте»

## История Грама

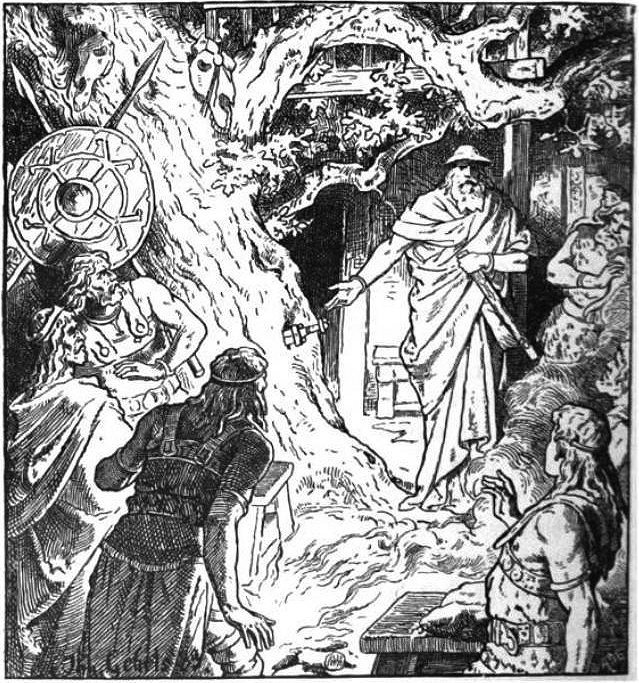
«Меч Сигмунда» (1889) Йоханнес Герц.

Этот меч первоначально находился у Одина. Однажды, когда в зале конунга Вельсунга был пир, Один вошёл в залу в обличье человека в плаще, кривого на один глаз, державшего в руках меч. Он подошёл к родовому дереву (Barnstokk) Вельсунгов — огромной яблоне, росшей посреди зала, и вонзил в неё меч, сказав, что тот кто вытащит его оттуда будет иметь лучший меч, который когда-либо видели. Никто не смог вытащить этот меч, кроме Сигмунда: «И вот подошёл Сигмунд, сын Вельсунга-конунга, схватил меч и вырвал его из ствола, точно он там лежал свободно, дожидаясь Сигмунда». Об этом событии упоминается также в «Песни о Хюндле»: «…Шлем дал он (Один-авт.) Хермоду,/дал и кольчугу,/Сигмунду меч/разящий вручил он».
Далее конунг Сиггейр предлагает Сигмунду за этот меч меру золота, втрое превышающую вес меча, но герой отказывается. Впоследствии между Сиггейром и Сигмундом (он был шурином Сиггейра) разгорается распря. Сигмунд вынужден скрываться в лесу. Однажды Сиггейру всё-таки удаётся пленить Сигмунда и его сына Синфьётли. Сиггейр заковывает их в цепи и решает похоронить их заживо. Его люди выкапывают огромную яму и помещают туда Сигмунда с сыном, их разделяют каменной плитой и готовятся насыпать курган. Тут приходит жена Сиггейра (сестра Сигмунда) — Сигню и бросает в яму охапку соломы. Сиггейр этого не замечает. Над ямой делают курган, закрывая яму дёрном и насыпая землю. Синфьётли думает, что в сене еда, но обнаруживает там меч Сигмунда. Он вонзает меч в каменную плиту и они с Сигмундом перепиливают её: «Вот всадил Синфьотли остриё то в плиту и нажал крепко — и меч пробивает камень. Ухватился тут Сигмунд за остриё, и стали они пилить плиту ту, и не переставали, пока не перепилили, как в песне сказывается: Камень огромный крепко режут/Сталью Сигмунд и Синфьотли». Освободившись, Сигмунд вскоре убивает Сиггейра, и становится конунгом. Также в «Беовульфе» рассказывается о битве Сигмунда с драконом, которого он убил своим мечом: «…И ему посчастливилось:/остролезвый клинок,/благородный меч/поразил змеечудище,/пригвоздил к скале…»
Меч Сигмунда сломался в битве героя с конунгом Люнгви, ударившись о копьё Одина. Конунг Люнгви собирает большое войско, чтобы отомстить за своего отца Хундинга. Он приходит во владения Сигмунда и вызывает его на битву. Сигмунд, собрав своё войско выходит навстречу Люнгви, и между войсками происходит сражение. Сигмунд бьётся впереди и многих убивает своим мечом. Из войска Люнгви выходит человек в синем плаще (Один) и замахивается на Сигмунда копьём, меч при столкновении с копьём ломается: «А когда продлился бой тот некое время, явился на поле том человек в нахлобученной шляпе и в синем плаще; был он крив на один глаз, и в руке у него — копье. Этот человек выступил навстречу Сигмунду-конунгу и замахнулся на него копьем. А когда Сигмунд-конунг ударил со всей силы, столкнулся меч с копьем тем и сломался пополам на две части». Затем Сигмунд был смертельно ранен, а его войско разбито. Жена Сигмунда — Хьёрдис приходит на поле битвы и видит умирающего Сигмунда, тот передаёт ей обломки своего меча, говоря, что вскоре у неё родится сын Сигурд, и из этих обломков для него будет выкован меч Грам.

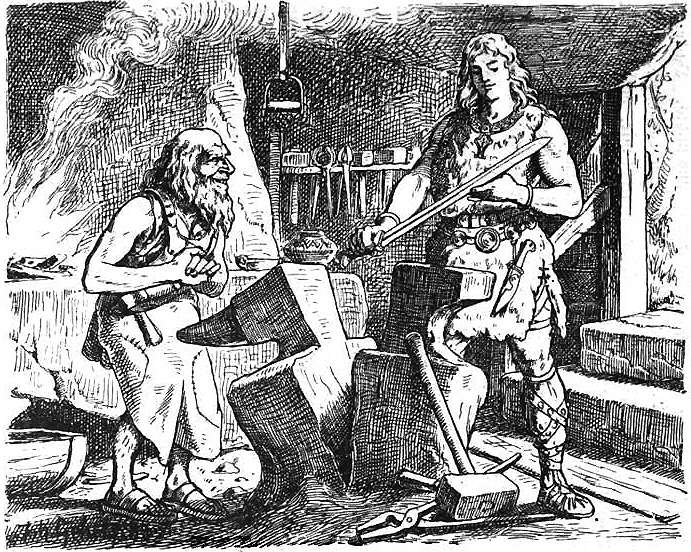
"Сигурд испытывает свой меч Грам " (1901) Йоханнес Герц.

Вскоре у Хьёрдис родился сын Сигурд. Он воспитывался у кузнеца Регина. Регин хотел, чтобы Сигурд убил Фафнира и добыл его клад. Тогда Сигурд просит выковать ему меч, равного которому не было бы в мире. Регин трижды выковывает ему меч, но он всякий раз ломает его, ударив по наковальне. Увидев, что у Регина ничего не выйдет, Сигурд идет к матери и просит у неё обломки меча Сигмунда. Регин перековывает эти обломки в новый меч — Грам. Сигурд ударяет этим мечом наковальню Регина и разрубает её до основания. Затем он пошёл к Рейну с комком шерсти, он бросил комок против течения, и подставил меч, и он рассек комок пополам. Сигурд собирает войско и плывет мстить Люнгви и его родичам. Во время битвы Сигурд поражает своим мечом множество врагов и убивает сыновей Хундинга: «…и вот идет Сигурд прямо к стягам, а в руках у него меч тот Грам; порубает он людей и коней и выступает навстречу полкам, и обе руки у него в крови по плечи… Ударил тогда Сигурд Люнгви-конунга и рассек его шлем и голову и живот под броней; и затем он разрубил Хьерварда, брата его, пополам на две части, а после перебил всех сынов Хундинга, что ещё остались в живых, и большую часть их дружины». После этого Сигурд убивает своим мечом Фафнира, поражая его в живот, единственную уязвимую область на теле дракона.
Грамом Сигурд рассекает кольчугу спящей валькирии Брюнхильд (Сигрдривы), чтобы пробудить её. Когда конунг Гуннар сватался к Брюнхильд, условием которой было проскакать через стену огня, он заручился поддержкой Сигурда, и они поменялись обличиями. На своем коне Грани он проскакал через огонь. Они с Брюнхильд сыграли свадьбу, и когда ложились в постель, Сигурд положил между ней и собой обнажённый Грам. Затем они с Гуннаром вернулись в свои обличья. Согласно «Пряди о Норна-Гесте» Сигурд также встречался с ётуном Старкадом Сторверксоном бывшим в войске сыновей Гандальва, воевавших против Сигурда. Старкард вышел из своего войска и напал на войско Сигурда. Тогда Сигурд сам вышел против ётуна. Узнав, что перед ним Сигурд, великан бросился бежать, однако Сигурд выбил ему два зуба: «Тогда Старкад хотел убежать, но Сигурд размахнулся, поднял вверх меч Грам и рукояткою выбил у него два коренных зуба. То был жестокий удар…»
Когда Готторм вонзил меч в сердце спящему Сигурду, смертельно раненый Сигурд метнул ему вслед Грам, который рассек Готторма пополам: «Отмстить захотел /воинственный конунг/меч свой метнул/в юнца неразумного:/с силою Грам брошен был в Готторма,/светлый клинок/рукою смелого./Надвое был/рассечен убийца,/прочь голова/отлетела с плечами,/рухнули ноги,/назад завалились». Грамом пронзает себя Брюнхильд на погребальном костре Сигурда, и завещает похоронить этот меч вместе с ними: «И пусть лежит/между нами/острый клинок,/как ночи былые/когда мы с Сигурдом/вместе лежали/и назывались/женой и мужем».

## Свойства и внешний вид
Грам мог легко разрубать доспехи и шлемы, рубить камень, и даже наковальню безо всякого вреда для себя. Иногда казалось, что из клинка Грама выходит огонь: «Вот смастерил Регин меч, и когда вынул он его из горна, почудилось кузнечным подмастерьям, будто пламя бьёт из клинка». Грам был в длину семь пядей, что составляет 1,40 м. Иногда Грам отождествляют с мечом Зигфрида в «Песни о Нибелунгах» — Бальмунгом.

## Происхождение названия
Исследователи сопоставляют имя меча — «Gramr» с древненорвежским словом gramr — «враждебный», «сердитый».

## В культуре
В литературе
В музыкальной тетралогии Рихарда Вагнера «Кольцо Нибелунга», в некоторых чертах схожей с «Сагой о Вельсунгах», меч Сигмунда и его сына Зигфрида назван Нотунгом (нем. Nothung). Как и Грам, он был дан Вотаном Сигмунду, сломан по его воле, и заново перекован его сыном Зигфридом.
Мотив разрубания мечом наковальни встречается также в эстонском эпосе «Калевипоэг».
Мотив сломанного, а затем заново перекованного меча встречается в некоторых произведениях фэнтезийной литературы XX века. Так в знаменитых романах Толкина «Властелин колец» и «Сильмариллион» фигурирует меч Нарсил, сломанный в битве с Сауроном и затем заново перекованный Элрондом для Арагорна, и получивший имя Андурил. Вероятно, больше, чем легендой о короле Артуре, Толкин вдохновлялся сказанием о Вельсунгах.
В романе «Улисс» Джеймса Джойса меч Нотунг фигурирует в главе про публичный дом.
В играх
Также меч Грам появляется во многих компьютерных играх: Baldur’s Gate 2; под именем «Glam» появляется в игре SoulCalibur, как оружие персонажа Зигфрида Штауфена (Siegfried Schatauffen); Warframe, так назван один из двуручных мечей, Valkyrie Profile; Magicka; Castlvania:Symphony of the Night; The Witcher; Hellblade: Senua’s Sacrifice. Также появляется в манга: Saint Seiya, Rune Scare, один из мечей Гильгамеша в Fate/stay night.